# 제1전술전투기연대
제1전술전투기연대(중국어 정체자: 空軍第一戰術戰鬥機聯隊, 영어: 1st Tactical fighter Wing)는 타이난 공항에 본부를 두고 있는 중화민국 공군의 전투기 연대이다. 산하 부대는 타이난 공항과 펑후 공항에 배치되어 있다. 제3연대와 함께 펑후 지구 방공임무를 수행한다.

## 역사
1936년, 노스럽 A-16 공격기를 운용하는 장시 난창에서 공군 제1폭격대대로 창설되었다.
1937년, 란저우에서 소련의 투폴레프 SB 폭격기를 인수하였다.
1943년, 노스 아메리칸 B-25 미첼을 인수하였다.
중일 전쟁이 끝난 뒤, 한커우에서 B-25J을 인수하였다.
1947년, 제2차 국공 내전에서 많은 수의 B-25가 격추되어 운용할 수 있는 폭격기가 부족해지자, 캐나다에서 생산한 드 하빌랜드 모스키토를 인수하여 댓수를 보충하였다.
1949년, 국부천대에 따라 타이중 수이난 공항으로 옮겨갔다.
1952년, 타이난 공항에서 공군 제1연대로 개편되었다.
1953년, 전투기인 노스아메리칸 F-86 세이버를 운용하기 시작하였다.
1953년 12월,  제1연대에서 차출된 노련한 조종사들로 뢰호 특기소대 곡예비행부대가 창설되어, 이듬해 1954년 8월 14일에 첫 공연을 펼쳤다.
1957년 9월 4일, 운용 기종을 F-86F으로 교체하였다.
1959년 6월 1일, 제1전술폭격연대에서 제1전술전투기연대로 개편되었다.
1967년 3월 24일, 노스아메리칸 F-86F이 노스롭 F-5A/B로 교체되었다.
1970년 12월 16일, 세스나 0-1G 공중관제기를 운용하는 제71공중지원관제대가 창설되었다.
1973년 12월 17일, 운용 기종이 F-5A/B에서 노스롭 F-5E/F로 교체되었다.
1976년 8월 16일, 공군 제443전술전투기연대로 번호가 바뀌었다.
1985년 3월 1일, 세스나 0-1G 공중관제기를 AIDC A-CH-1 중흥호 공격기로 교체하였다.
1989년 5월 12일, 뢰호 특기소대가 공군군관학교로 전속하였다.
1992년 1월 1일, 제71대(第71隊)가 해산하고, AIDC F-CK-1 경국호로 기종이 바뀌었다.
2002년 11월 30일, 제1대대(第一大隊)가 해산하고, 12월 1일에 1, 3 9중대가 작전대로 개편되었다.
2017년, 제443연대에서 공군 제1전술전투기연대로 번호가 되돌려졌다.

## 조직 구조

### 지도부
- 연대장 1명 소장
- 부연대장 1명 상교

### 산하 부대
전투기작전대에는 각각 AIDC F-CK-1 경국호 20기가 배치되어 있다.
- 제1전투기작전대
- 제3전투기작전대
- 제9전투기작전대
- 공군 제1수호보급대대
- 공군 제1기지근무대대
- 마궁 기지근무대대
- 헌병 제1중대
- 헌병 제9중대

## 기록

### 계보
- 1936년, 空軍第一轟炸大隊, 공군 제1굉작대대→공군 제1폭격대대
- 1952년, 第一戰術轟炸聯隊, 제1전술굉작연대→제1전술폭격대대
- 1959년 6월 1일, 第一戰術戰鬥機聯隊, 제1전술전투기연대
- 1976년 8월 16일, 空軍第四四三戰術戰鬥機聯隊, 공군 제443전술전투기연대
- 2017년, 第一戰術戰鬥機聯隊, 제1전술전투기연대

### 기종
- 노스럽 A-16; 1936년 ~ ?
- 튜폴레프 SB; 1937년 ~ ?
- 노스 아메리칸 B-25 미첼; 1943년 ~ ?
- B-25J; 1945년 ~ ?
- 드 하빌랜드 모스키토; 1947년 ~ ?
- 노스아메리칸 F-86 세이버; 1953년 ~ 1957년 9월 4일
- 노스아메리칸 F-86F; 1957년 9월 4일 ~ 1967년 3월 24일
- 노스롭 F-5A/B; 1967년 3월 24일 ~ ?
- 노스롭 F-5E/F; 1973년 12월 17일 ~ 1992년 1월 1일
- 세스나 0-1G; 1970년 12월 16일 ~ 1985년 3월 1일[1]
- AIDC A-CH-1 중흥호; 1985년 3월 1일 ~ 1998년[2]
- AIDC F-CK-1 경국호; 1992년 1월 1일 ~ 현재

## 참고
1. ↑  “O-1G空中管制機”. 《中華民國空軍官校》 (중국어 (대만)). 2025년 2월 4일에 확인함.
2. ↑  “A-CH-1T-CH-1攻擊教練機”. 《中華民國空軍官校》 (중국어 (대만)). 2025년 2월 4일에 확인함.